# 脐草属
脐草属（学名：Omphalothrix）是玄参科下的一个属，为一年生、纤细、直立草本植物。该属仅有脐草（Omphalothrix longipes）一种，分布于中国东北部。